# Reinhard Waldeck
Reinhard Wolrad Waldeck (* 4. September 1802 in Korbach; † 7. Februar 1834 ebenda) war ein deutscher Jurist und Politiker.

## Leben
Waldeck war der Sohn von Friedrich Ludwig Wilhelm Waldeck (* 4. Juli 1768 in Korbach; † 21. April 1843 ebenda). Der Vater war 1804 Rat, 1806 Landrentmeister in Korbach, 1808 Kassenführer der Landschaftlichen Kasse, 1811 Hofgerichtsrat („Hofrat“), von 1812 bis 1814 Adjunkt des Landsyndikus Johann Jacob Leonhardi und damit faktisch Vorsitzender der Landstände. Am 1. Juli 1814 wurde er Generalkassenführer der Landschaft. Von 1814 bis 1843 wirkte er als Verwalter der Einlösungs-, Accise- und Brandkasse und daneben als Mitglied des Hofgerichts. 1831 wurde er Stadtrat in Arolsen. Die Mutter war Caroline Wilhelmine Johanne geborene Brumhard (* 21. März 1774 in Nieder-Wildungen; † 8. Mai 1835 in Korbach), die Tochter des Rittergutsbesitzers und Amtmanns Johann Philipp (II.) Brumhard (d. J.) und der Catharina Magdalena Elisabeth Brumhard. Er war evangelisch und heiratete am 31. Mai 1829 in Korbach Caroline Sophie Antonie Rube (* 3. November 1803 in Korbach; † 29. April 1878), Tochter des Friedrich Rube und dessen Ehefrau Luise (Menonia) geborene von Rhena. Carl Friedrich Waldeck war ein Bruder, Leopold Waldeck und Wilhelm Waldeck waren Cousins.
Waldeck besuchte von 1811 bis 1820 das Landesgymnasium in Korbach und studierte dann Rechtswissenschaften. Von 1826 bis zu seinem Tod 1834 war er Stadtsekretär in Korbach und zugleich Deputierter bei der Landschaftlichen Kammer. 1828 erhielt er die Zulassung als Advokat. Vom 6. Mai 1828 bis zu seinem Tod am 7. Februar 1834 war er Mitglied des Landstandes des Fürstentums Waldeck.